# Pholcus linzhou
Pholcus linzhou is een spinnensoort uit de familie trilspinnen (Pholcidae). De soort komt voor in China.